# Gunung Singgahmata (berg i Indonesien, lat 3,81, long 96,86)
Gunung Singgahmata är ett berg i Indonesien.   Det ligger i provinsen Aceh, i den västra delen av landet, 1 600 km nordväst om huvudstaden Jakarta. Toppen på Gunung Singgahmata är 909 meter över havet.
Terrängen runt Gunung Singgahmata är huvudsakligen kuperad, men västerut är den bergig.Runt Gunung Singgahmata är det ganska glesbefolkat, med 45 invånare per kvadratkilometer. I omgivningarna runt Gunung Singgahmata växer i huvudsak städsegrön lövskog.